# Fawzi al-Qawuqji

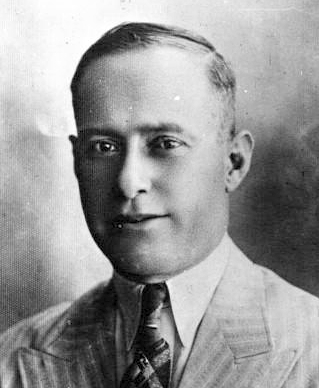
Fawzi al-Qawuqji in 1936

Fawzi al-Qawuqji (Arabisch:فوزي القاوقجي) (Tripoli, 19 januari 1890 - Beiroet, 4 juli 1977) was een Libanese nationalist en strijder. Tijdens de Arabisch-Israëlische Oorlog van 1948 was hij commandant van het Arabische bevrijdingsleger (ALA).
Fawzi al-Qawuqji werd geboren in Tripoli dat in die tijd tot het Ottomaanse rijk hoorde. Tijdens de Eerste Wereldoorlog diende hij in het Ottomaanse leger. Toen Syrië een Frans mandaatgebied werd nam Al-Qawuqji dienst in het Franse leger en kreeg een opleiding in het École Spéciale Militaire de Saint-Cyr in Frankrijk. Tijdens de Grote Syrische Opstand van 1925-1927 deserteerde Al-Qawuqji en nam deel aan de opstand. Tijdens de Arabisch-Palestijnse opstand van 1936-1939 streed hij aan de kant van de Arabieren tegen de Britten.
Fawzi al-Qawuqji vertrok naar Irak, waar hij na de staatsgreep van de pro-Duitse Rasjid Ali wederom tegen de Britten streed. Na de Britse overwinning in Irak vluchtte Al-Qawuqji gewond naar Syrië, dat onder Vichy-Frans bewind stond. Hiervandaan vertrok hij naar nazi-Duitsland. Al-Qawuqji nam dienst in de Duitse Wehrmacht en werd aan het eind van de Tweede Wereldoorlog door het Rode Leger gevangengenomen. In 1947 werd hij vrijgelaten en keerde terug naar Syrië.
Op 6 maart 1948 trok Al-Qawuqji met zijn Arabische Bevrijdingsleger van 10.000 man via de Allenbybrug Palestina binnen. Hij werd hierbij ongemoeid gelaten door de Britse troepen. Tijdens de Arabisch-Israëlische Oorlog van 1948 wist Al-Qawuqji geen overwinningen te boeken. Na de verloren slag om Sa'sa' op 30 oktober 1948 was Al-Qawuqji gedwongen zich naar Libanon terug te trekken.